# Lian Junjie
Dans ce nom chinois, le nom de famille, Lian, précède le nom personnel Junjie.
Pour les articles homonymes, voir Lian.
Lian Junjie (né le 3 novembre 2000 à Wuzhou) est un plongeur chinois.
Il remporte la médaille d’or en mixte lors des Championnats du monde de 2017.

## Palmarès

### Jeux olympiques
- Jeux olympiques 2024 à Paris  France :
  -  Médaille d'or du plongeon synchronisé à 10 m avec Yang Hao.

### Championnats du monde
- Championnats du monde 2017 à Budapest  Hongrie :
  -  Médaille d'or du plongeon synchronisé mixte à 10 m avec Ren Qian.
- Championnats du monde 2019 à Gwangju  Corée du Sud :
  -  Médaille d'or du plongeon synchronisé mixte à 10 m avec Si Yajie.
- Championnats du monde 2022 à Budapest  Hongrie :
  -  Médaille d'or du plongeon synchronisé à 10 m avec Yang Hao.
- Championnats du monde 2023 à Fukuoka  Japon :
  -  Médaille d'or du plongeon synchronisé à 10 m avec Yang Hao.
  -  Médaille d'argent du plongeon individuel à 10 m.
- Championnats du monde 2024 à Doha  Qatar :
  -  Médaille d'or du plongeon synchronisé à 10 m avec Yang Hao.